# Sugar Rodgers
Pour les articles homonymes, voir Rodgers.
Sugar Rodgers est une joueuse puis entraîneuse de basket-ball américaine, née le 18 décembre 1989 à Suffolk (Virginie).

## Biographie
Ancienne basketteuse, sa mère est décédée en 2005 et son père en 2012. Ses frères ont un temps été incarcérés pour trafic de drogue, activité importante de son voisinage à Suffolk.

### Carrière universitaire
Big East Rookie of the Year (meilleure marqueuse et rebondeuse), elle est nommée quatre fois All-Big East First Team avec les Hoyas de Georgetown, où elle établit de nouveaux records de l'université (trois points réussis en carrière, paniers réussis, meilleure marque sur une saison…). En mars 2013, elle réussit 42 points contre Villanova. Elle est la meilleure marqueuse de l'histoire des Hoyas avec 2 518 points, aux interceptions avec 326 balles volées et aux tirs à trois points réussis.
Elle ramène dès 2010 Georgetown au tournoi final NCAA dont l'université était absente depuis des années. En 2011, les Hoyas y obtiennent une victoire face aux rivaux des Terrapins du Maryland avant de tomber face aux Huskies du Connecticut,.

### WNBA
Cette adepte du tir à trois points est draftée en 14e position par le Lynx du Minnesota pour compenser le transfert de Candice Wiggins,. Après une première saison à 1,9 point (31,7 % aux tirs) et 1,4 rebond, le Lynx la transfère le printemps suivant au Liberty de New York contre le droit d'inverser leur troisième tour de la draft WNBA 2015.
Elle réussit un début de saison WNBA 2016 tonitruant avec une intégration dans le cinq de départ et 24 points pour la deuxième rencontre de la saison régulière, avec 24 points inscrits lors de la victoire face aux Wings de Dallas. Responsabilisée de par la blessure en Europe d'Epiphanny Prince, elle travaille beaucoup avec l'assistant coach et ancienne légende WNBA Teresa Weatherspoon. Le 29 juin, elle établit un nouveau record personnel de points marqués (30) lors d'une victoire 92 à 95 Sur le Lynx du Minnesota.
Après le forfait d'Elena Delle Donne, elle est sélectionnée pour WNBA All-Star Game 2017. Lors de cette saison, elle est élue meilleure sixième femme de la WNBA. Le Liberty finit la saison avec 10 victoires de rang pour la clore sur un bilan de 22 succès pour 12 revers. Cette série coïncide largement avec le passage de Rodgers en sixième femme pour les 17 dernières rencontres de la saison régulière. Ses statistiques sont de 10.5 points, 2.3 passes décisives et un record en carrière de 3.9 rebonds. Elle est la sixième réalisatrice à trois points de la ligue avec un pourcentage de réussite de 34,2 % (63/184).

## Europe
En 2013, elle commence sa carrière européenne à Hapoël Rishon LeZion en Israël (16,3 points à 47,4 % à deux points, 7,1 rebonds et 3,6 passes décisives de moyenne pour 16 d’évaluation en 7 matches). En janvier 2014, elle signe en France à Arras Pays d'Artois Basket Féminin pour remplacer Dawn Evans.
Fin 2017, elle s'engage avec Montpellier pour remplacer l'italienne Giorgia Sottana engagée en cours de saison par un club d'Euroligue turc.

## Clubs

### NCAA
- 2009-2013 : Hoyas de Georgetown

### WNBA
- 2013 : Lynx du Minnesota
- 2014- : Liberty de New York

## Europe
- 2013-2014 :  Hapoel Rishon Le Zion
- 2013-2014 :  Arras Pays d'Artois Basket Féminin
- 2013-2014 :  Good Angels Košice
- 2013-2014 :  Atneniense
- 2017-2018 :  Basket Lattes Montpellier Méditerranée Métropole Association

## Distinctions individuelles
- All-Big East First Team (2010, 2011, 2012, 2013[5])
- Big East Rookie of the Year (2010[5])
- Sélection au WNBA All-Star Game 2017[17]